# Emma Tillman
Emma Faust Tillman (ur. 22 listopada 1892 w Gibsonville, Karolina Północna, zm. 28 stycznia 2007 w East Hartfort, Connecticut) – Amerykanka, w styczniu 2007 uważana za najstarszą żyjącą osobę na świecie.
Urodziła się w rodzinie dzierżawców ziemi Alphonso Fausta i Marthy z domu Gibson. Dziadkowie ze strony matki byli niewolnikami, podobnie babka ze strony ojca (nieślubnym dziadkiem w tej gałęzi był właściciel plantacji). Miała liczne rodzeństwo; kilkoro z 23 dzieci zmarło w dzieciństwie, ale były też przypadki długowieczności – siostra Emmy Ava dożyła 102 lat (zmarła w 1983), a brat Eugene 108 (zmarł w 1996). Emma Faust początkowo wychowywała się w Karolinie Północnej, a po przeprowadzce rodziny w 1900 w Connecticut. Uczęszczała do szkoły średniej Glastonbury High w Glastonbury, gdzie była jedyną czarnoskórą uczennicą. Pracowała m.in. jako pomoc domowa w rodzinie późniejszej znanej aktorki Katharine Hepburn.
W listopadzie 2006 ukończyła 114 lat. Była wówczas w gronie najstarszych żyjących osób na świecie, uznawanych przez Księgę rekordów Guinnessa i amerykański ośrodek badawczy Gerontology Research Group. W grudniu 2006 po śmierci Elizabeth Bolden została uznana za najstarszą osobę w USA, a miesiąc później za najstarszą żyjącą kobietę na świecie (po śmierci Kanadyjki Julie Winnefred Bertrand). Wraz ze śmiercią Portorykańczyka Emiliano Mercado del Toro (kilka dni po zgonie Julie Winnefred Bertrand) na Emmę Tillman przeszedł tytuł najstarszej żyjącej osoby na świecie. Zmarła zaledwie cztery dni później; za najstarszą osobę po jej śmierci uznano Japonkę Yone Minagawa, natomiast najstarszą osobą w USA została Corinne Dixon Taylor.